# Jeon Do-yeon
Jeon Do-yeon (전도연; ur. 11 lutego 1973 w Seulu) – południowokoreańska aktorka filmowa i teatralna. Laureatka nagrody dla najlepszej aktorki na 60. MFF w Cannes za rolę w filmie Sekretne światło (2007) Lee Chang-donga.

## Życiorys
Debiutowała na scenie w 1990. W 1997 wystąpiła w swoim pierwszym filmie Cheob-sok (tłum. Kontakt) w reżyserii Yoon-Hyun Changa. Następnie występowała w filmach znanych azjatyckich reżyserów.
W 2007 wystąpiła w filmie Sekretne światło Lee Chang-donga u boku aktora Songa Kang-ho. Za rolę tę otrzymała nagrodę dla najlepszej aktorki na 60. MFF w Cannes oraz Azjatycką Nagrodę Filmową.
Zasiadała w jury konkursu głównego na 67. MFF w Cannes (2014).

## Filmografia
Filmy fabularne
- 2016: Muroehan jako Kim Hye-kyung
- 2010: Hanyo jako Eun-yi
- 2008: Meotjin haru jako Kim Hee-su
- 2007: Sekretne światło (Milyang) jako Shin-ae
- 2005: Neoneun nae unmyeong jako Eun-ha
- 2004: Ineo gongju jako Na-young
- 2003: Scandal - Joseon namnyeo sangyeoljisa jako Suk
- 2002: Pido nunmuldo eobshi jako Su-ji
- 2001: Nado anaega isseosseumyeon johgessda jako Jung Won-ju
- 1999: Haepi-endeu jako Choi, Bora
- 1998: Nae maeumui punggeum jako Yun Hong-yeon
- 1998: Yaksohk jako Che Hee-ju
- 1998: Yesu jako Poncjusz Piłat (głos; wersja koreańska)
- 1997: Cheob-sok

Seriale telewizyjne
- 2008: Shoot for the Stars jako So-Ra
- 1997: Byeoleun nae gaseume jako Soon-ae Yang

## Nagrody
- Nagroda na MFF w Cannes Najlepsza aktorka: 2007 Sekretne światło